# Giuseppe Valentini (architetto)
Giuseppe Valentini (Prato, 1752 – Prato, 30 settembre 1833) è stato un architetto italiano neoclassico.

## Biografia
Figlio dell'architetto comunale Francesco Valentini, operò principalmente nella sua città natale. Qui egli realizzò l'ala delle educande del Conservatorio di San Niccolò (1780-1803), Palazzo Vai (1797), un progetto per il Teatro Metastasio (che poi non fu realizzato), la canonica del Capitolo del Duomo, Palazzo Geppi Nardini, Palazzo Banci Buonamici, il Palazzo Rocci, il completamento del Palazzo Comunale, l'Albergo Stella d'Italia (in piazza del Duomo), il portale del Collegio Cicognini e la fabbrica dei Tiratoi dell'Arte della Lana in Piazza Mercatale.
Durante il periodo napoleonico lavorò anche a Lucca, dove partecipò ai maggiori progetti neoclassici (piazza Napoleone, porta Elisa, Palazzo dell'Archivio Pubblico e ponte sul fiume Frigido).
Alla sua morte fu sepolto nel chiostro della chiesa di San Bartolomeo, in piazza Mercatale a Prato, di cui aveva progettato il campanile.
| Controllo di autorità | VIAF (EN) 62743029 · ISNI (EN) 0000 0000 6688 3732 · CERL cnp01129944 · ULAN (EN) 500085040 · GND (DE) 133643220 |